# Conus papillionaceus
Conus papillionaceus é uma espécie de gastrópode do gênero Conus, pertencente a família Conidae.